# Kenan Memorial Stadium
Das Kenan Memorial Stadium ist ein College-Football-Stadion auf dem Campus der University of North Carolina (UNC) in der US-amerikanischen Stadt Chapel Hill im Bundesstaat North Carolina. Die gegenwärtig 50.500 Zuschauer fassende Arena wird hauptsächlich für die College-Football-Spiele der North Carolina Tar Heels genutzt.

## Geschichte
Als 1925 die alte Spielstätte Emerson Field von 1916 mit 2.400 Plätzen nicht mehr ausreichend war für wachsende Zuschauerzahlen; entschied man sich für den Bau eines größeren Stadions. Ein ehemaliger Absolvent der Universität, William R. Kenan Jr., erfuhr von den Plänen und spendete eine große Summe und ermöglichte so den Bau des Stadions und der angrenzenden Sporthalle Field House. Das Stadion widmete er seinen Eltern William R. Kenan und Mary Hargrave Kenan. So begannen im November 1926 die Arbeiten an der Sportstätte und endeten im August 1927. Die offizielle Eröffnung der Anlage mit 24.000 Plätzen fand bei dem Spiel am 12. November 1927 der North Carolina Tar Heels gegen das Davidson College (27:0) statt.
Nach einer weiteren Spende von 1 Mio. US-Dollar von William R. Kenan Jr. im Jahr 1963 wurde die Kapazität des Stadions auf 48.000 Plätze verdoppelt. Die nächste Erweiterung fand im Jahr 1979 statt und brachte 2.000 zusätzliche Sitze. Wiederum 2.000 neue Plätze kamen bei der Erweiterung in den Jahren 1987 und 1988 hinzu; des Weiteren wurde die alte Pressetribüne erneuert. Der bis jetzt umfangreichste Umbau lief über drei Jahre (1995 bis 1998). Größte Veränderung war die Errichtung der Westtribüne mit 8.000 Sitzplätzen, welche dem Stadion bis heute ihre Hufeisenform verdankt. So stieg das Fassungsvermögen auf die Zahl von 60.000 Sitzplätzen. 2003 erhielt das Stadion eine moderne Videowand und 2007 elektronischen Werbebanden.
Eine weitere Erweiterung ist seit 2006 vorgesehen und im Oktober 2009 wurden die neuen Pläne vorgestellt. Dieses Vorhaben wurden aber wegen der schlechten Wirtschaftslage auf frühestens 2010 oder 2011 verschoben. Der Hauptteil der Erweiterung betrifft die Ostseite; die mit einer Tribüne mit 3.230 Plätzen geschlossen werden soll. Dafür wird auch die alte Sporthalle Field House abgerissen. Die Kosten des Baus werden auf 70 bis 85 Mio. US-Dollar kalkuliert. Die Tribüne mit dem Namen The Blue Zone wird 1.986 Sitzplätze direkt am Spielfeld haben. Im vierten Stock des Ranges werden 924 Business-Sitze in einem V.I.P.-Bereich zur Verfügung stehen. Im fünften Stock befinden sich dann 20 Logen mit je 16 Plätzen (insgesamt 320 Plätze). Die Business-Seats sind zu einem Preis von 1.500 bis 2.500 US-Dollar pro Saison zu haben. Der Preis für eine Loge beträgt dann 50.000 US-Dollar pro Jahr.
2011 wurde der Tribünenabschnitt The Blue Zone mit dem Loudermilk Center for Excellence eingeweiht. Das Center trägt den Namen von R. Charles Loudermilk Sr., der zur Errichtung des Neubaus 7,5 Millionen US-Dollar spendete. Damit stieg die Kapazität des Kenan Memorial Stadium um 3.000 auf 63.000 Zuschauer. Der Bau ergänzte das Stadion von seiner Hufeisenform zu einer geschlossenen Tribünenschüssel. 2018 wurden die Sitzbänke von den Rängen entfernt und durch Kunststoffsitze mit Rückenlehne ersetzt. Dadurch sank die Platzangebot auf etwa 51.000 Sitzplätze.

## Galerie

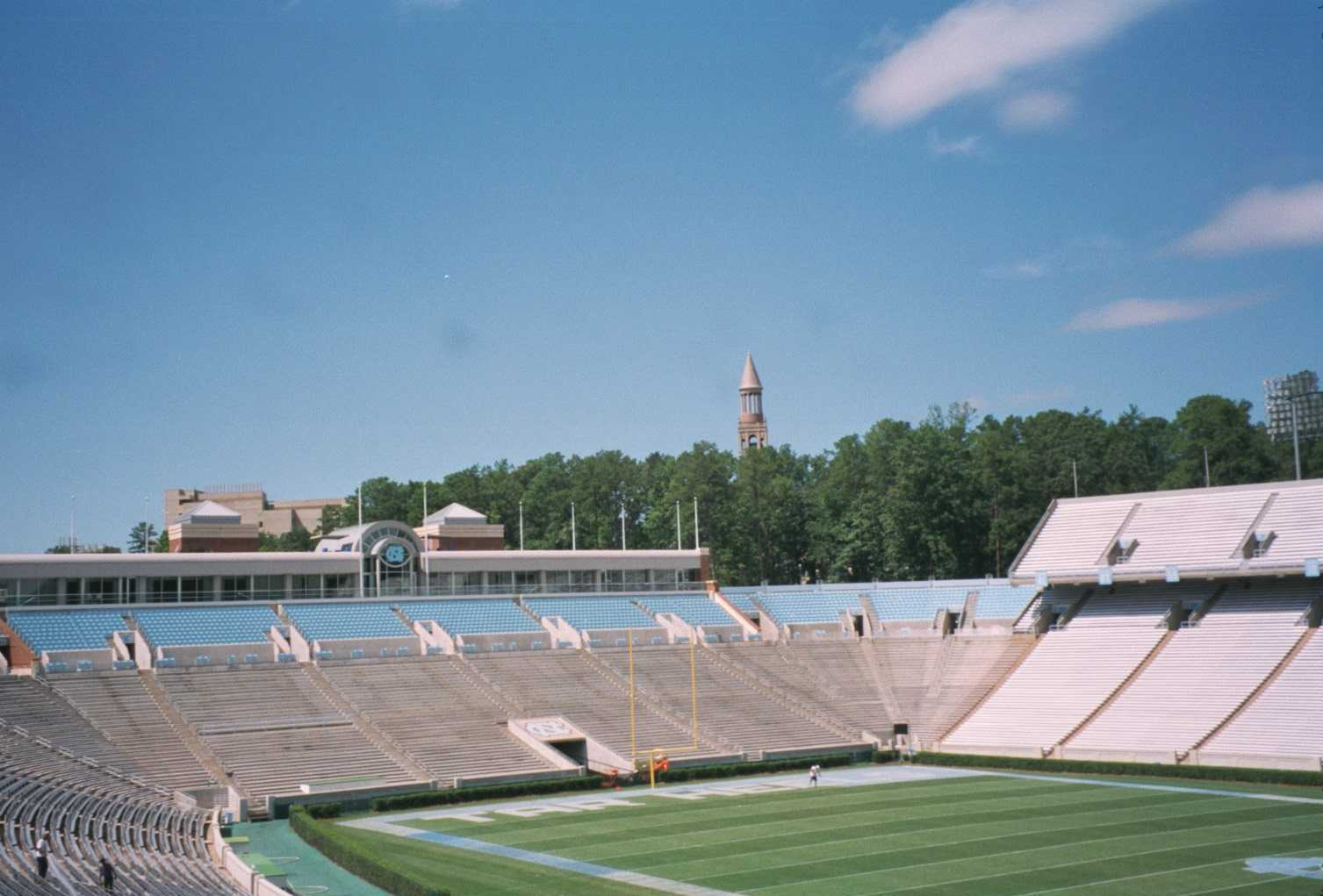
Die Westtribüne wurde während des Umbaus von 1995 bis 1998 errichtet
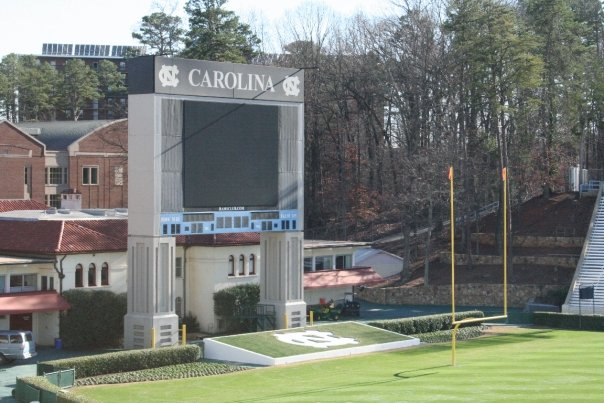
Die alte Anzeigetafel am Ostende, die dem Neubau von 2011 wich
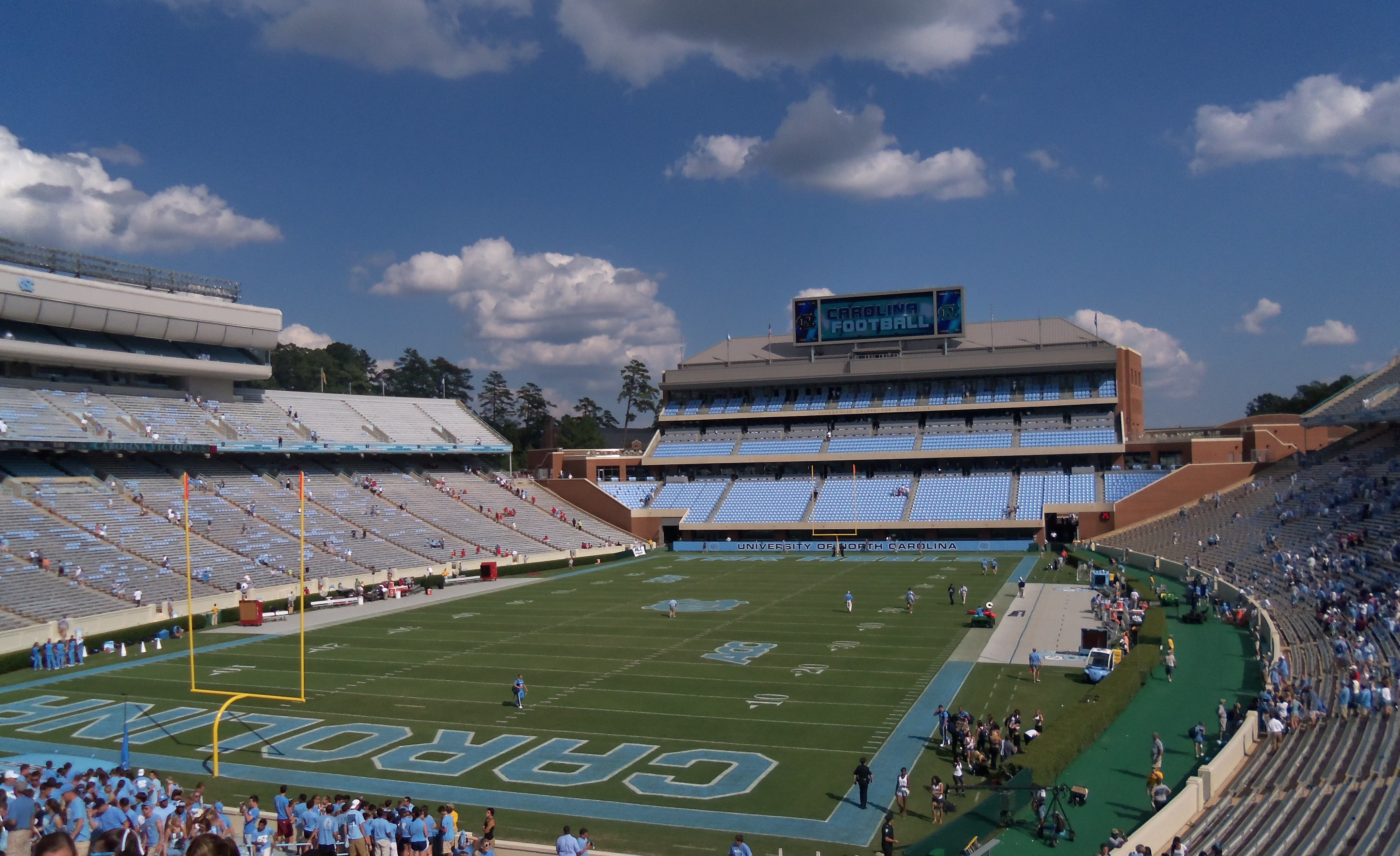
Die Blue Zone 2011
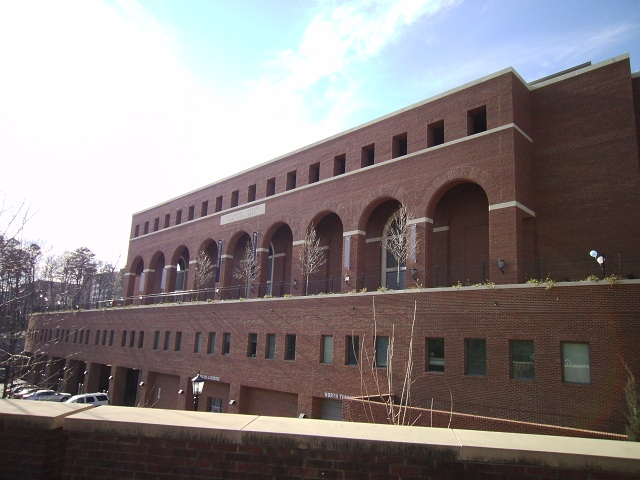
Das Loudermilk Center im Osten mit der Blue Zone
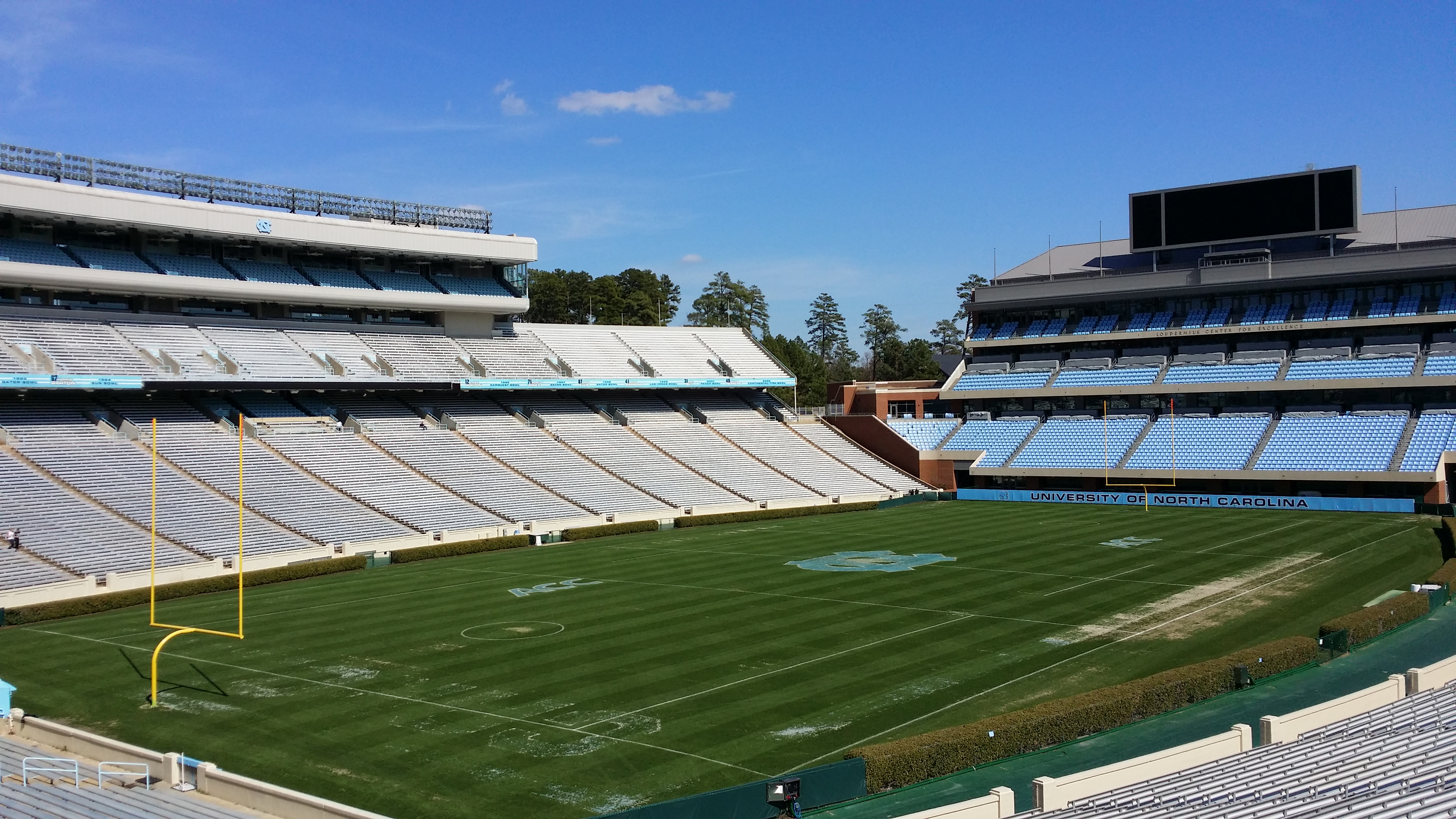
Das Kenan Stadium im Frühjahr 2014